# The Wanderers
The Wanderers is een Amerikaanse film uit 1979 over enkele leden van een jeugdbende uit de Bronx, New York. De film is geregisseerd door Philip Kaufman en gebaseerd op het boek The Wanderers van Richard Price uit 1974.

## Plot
De film volgt enkele bendeleden van The Wanderers, een jeugdbende uit de Bronx in 1963, wanneer ze te maken krijgen met sterk veranderende tijden. Ze hebben erg veel moeite met de opkomende hippiecultuur, hun relaties, familie, seksualiteit en vriendschap. Daarnaast zijn ze ook nog eens in strijd verwikkeld met de Fordham Baldies.

## Jeugdbendes
- The Wanderers: Een Italiaanse jeugdbende bestaande uit 27 leden. Ze dragen allemaal geel-bruine baseball jasjes met achterop The Wanderers met blauwe spijkerbroeken. Hun leider is Richie, een jonge man die verkering heeft met Despie Galasso, de dochter van een belangrijke mafioso.
- Fordham Baldies: Een Amerikaanse jeugdbende bestaande uit circa 40 leden. Ze zijn, zoals hun naam doet vermoeden, allemaal kaal. Ze dragen allemaal leren jasjes met een doodshoofd achterop en de letters FB (Fordham Baldies) op de mouw. Hun leider is Terror, een groot zwaargewicht.
- Del Bombers: Een negroïde jeugdbende bestaande uit 23 leden. Ze dragen paars-gouden baseball jasjes met de letters DB achterop. Hun leider is Clinton Stitch, die een grote afkeer heeft van Italianen.
- Ducky Boys: Een Ierse jeugdbende bestaande uit circa 500 leden. Ze hebben geen specifieke bendekleding, praten zelden en zijn allen streng gelovig. Allen hebben ze een tatoeage van een kruis. Ondanks hun geloof hebben ze echter geen moeite met moorden plegen. Ze zijn daarom ook de meest gevreesde jeugdbende in New York.
- The Wongs: Een Chinese jeugdbende bestaande uit 27 leden die allemaal Wong van achteren heten. Ze dragen altijd zwarte kleding met een hanzi op hun rug. Allen hebben ze een tatoeage van een draak. Ze zijn zeer bedreven in jiujitsu en duiken altijd vanuit het niets op. Hun leider is Teddy Wong.

De Fordham Baldies, Del Bombers en Ducky Boys waren echte jeugdbendes uit de Bronx uit het tijdperk waar de film zich in afspeelt. De Wanderers was een echte jeugdbende uit Zuid-Brooklyn uit datzelfde tijdperk. De schrijver van het boek, Richard Price, kende de bendes van zijn jeugd in de Bronx. De Wongs was een verzinsel van Price.

## Rolverdeling
| Acteur                    | Personage        |
| ------------------------- | ---------------- |
| Ken Wahl                  | Richie Gennaro   |
| John Friedrich            | Joey Capra       |
| Karen Allen               | Nina Becker      |
| Toni Kalem                | Despie Galasso   |
| Tony Ganios               | Perry LaGuardia  |
| Jim Youngs                | Buddy Borsalino  |
| Alan Rosenberg            | "Turkey"         |
| Dolph Sweet               | "Chubby" Galasso |
| William Andrews           | Emilio Capra     |
| Erland Van Lidth De Jeude | Terror           |
| Linda Manz                | "Peewee"         |
| Michael Wright            | Clinton Stitch   |
| Samm-Art Williams         | Roger            |
| Val Avery                 | Mr. Sharp        |
| Dion Albanese             | Teddy Wong       |

## Soundtracks
The Wanderers (Original Motion Picture Soundtrack) werd in 1979 in verschillende landen op LP uitgebracht, en in 1995 op cd.
| Nr. | Titel               | Artiest(en)      | Duur |
| --- | ------------------- | ---------------- | ---- |
| 1   | Walk Like a Man     | The Four Seasons | 2:15 |
| 2   | Ya Ya               | Lee Dorsey       | 1:54 |
| 3   | Big Girls Don't Cry | The Four Seasons | 2:25 |
| 4   | My Boyfriend's Back | The Angels       | 2:36 |
| 5   | Sherry              | The Four Seasons | 2:31 |
| 6   | Baby It's You       | The Shirelles    | 2:41 |
| 7   | Soldier Boy         | The Shirelles    | 2:40 |
| 8   | Stand By Me         | Ben E. King      | 2:59 |
| 9   | Shout               | Isley Brothers   | 2:14 |
| 10  | Do you love me      | The Contours     | 2:51 |
| 11  | Runaround Sue       | Dion             | 2:36 |
| 12  | The Wanderer        | Dion             | 2:43 |

Naast de nummers die op de soundtrack album staan werden er nog veel andere nummers gebruikt in de film, waaronder Bob Dylan - The Times They Are a Changin', The Chantays – Pipeline, The Surfaris – Wipeout, The Champs – Tequilla & Little Eva - The Loco-motion.